# Rosario (Uruguai)
Rosario, també coneguda com a Villa del Rosario, Rosario Oriental o Rosario del Colla, és una ciutat de l'Uruguai, situada al sud-est del departament de Colonia, prop a Nueva Helvecia i a 130 quilòmetres de la capital nacional, Montevideo. La seva població, d'acord amb el cens de 2004, és de 9.403 habitants.

## Geografia
Rosario es troba en una situació geogràfica bastant privilegiada, entremig de les dues capitals del Riu de la Plata, Montevideo i Buenos Aires. La seva relativa proximitat a la capital del departament, Colonia del Sacramento, i la seva proximitat al litoral del Riu de la Plata, conca de la qual forma part, fan d'aquesta ciutat un centre urbà transitat i visitat per milers de turistes, tant per aquells que provenen d'altres parts del país com d'aquells que ho fan des de l'Argentina.
La zona és coneguda a més per ser una de les més productives de l'Uruguai quant a agricultura i lleteria. A pesar d'això, Rosario travessa una crisi d'atur i, si bé s'han donat una sèrie d'improvisacions en matèria econòmica, encara resta un llarg camí per recórrer en un sector del país que, en principi, es veu francament afavorit per la seva condició de port.
La ciutat compta amb una llarga tradició religiosa que gira entorn de "La Nostra Senyora del Rosari". La seva imatge va ser reubicada el 2000 en un santuari petit i sobri, al costat del rierol Colla. Aquesta imatge ha estat objecte de misteri relacionat amb la presumpta aparició de llàgrimes en el rostre de la Verge.
Rosario té, a més, un canal de televisió oberta (canal 8), dues ràdios locals (ràdio FM 89,9 MHz) i una comunitària.

## Història
Rosario va ser fundada per Benito Herosa el 24 de gener de 1775. En aquest moment governava José de Vértiz y Salcedo (1719 -1799), capità general del Riu de la Plata entre 1770 i 1776 i virrei del Riu de la Plata entre 1778 i 1783. Es tracta de l'única població del departament de Colonia fundada per espanyols. Un dels seus primers habitants va ser Pascual de Chena, procedent d'Arica.
Aquesta localitat té rellevància històrica en les guerres per la independència de la regió del Riu de la Plata a causa del fet que el 20 d'abril de 1811 els patriotes al comandament de Venancio Benavides van derrotar aquí a les tropes espanyoles.

## Fills il·lustres
- Fabio Zerpa, ufòleg.